# Pachydactylus tigrinus
Pachydactylus tigrinus este o specie de șopârle din genul Pachydactylus, familia Gekkonidae, descrisă de Van Dam în anul 1921. Conform Catalogue of Life specia Pachydactylus tigrinus nu are subspecii cunoscute.